# Saturnin Boyer
Saturnin Marc Boyer est un homme politique français né le 6 octobre 1753 à Foix (Ariège) et mort le 21 avril 1840 au même lieu.

## Biographie
Inspecteur des haras du comté de Foix en 1781, il est subdélégué de l'intendant en 1782 et maire de Foix en 1785. Il devient juge à Tarascon en l'an III puis juge au tribunal civil de l'Ariège en l'an IV. Sous le Consulat, il est premier juge suppléant au tribunal criminel, puis juge de paix du canton de Foix. Il est député de l'Ariège et siège au Corps Législatif du 1er mai 1809 au 1er juillet 1811. Il devient ensuite vice-président du tribunal de Foix.
A la Restauration, il se rallie à Louis XVIII et est élu député à la Chambre, où il siège de nouveau du 4 juin 1814 au 20 mars 1815.
Il est anobli par lettres patentes du 18 novembre 1814, confirmées par de nouvelles lettres le 13 janvier 1815.
Sa descendance prend le nom de Boyer-Montégut, du nom de la seigneurie que sa famille possédait sous l’Ancien Régime.

## Sources
- « Saturnin Boyer », dans Adolphe Robert et Gaston Cougny, Dictionnaire des parlementaires français, Edgar Bourloton, 1889-1891 [détail de l’édition]